# José Rosinski
José Rosinski (ur. 13 kwietnia 1936 roku w Paryżu, zm. 3 czerwca 2011 roku) – francuski kierowca wyścigowy i dziennikarz sportowy.

## Kariera
Rosinski rozpoczął karierę w międzynarodowych wyścigach samochodowych w 1962 roku od startów w wyścigach Grand Prix des Frontières oraz Prix de Paris. W Grand Prix des Frontières odniósł zwycięstwo. W późniejszych latach Francuz pojawiał się także w stawce Trophées de France, 24-godzinnego wyścigu Le Mans i innych wyścigów zaliczanych do klasyfikacji Mistrzostw Świata Samochodów Sportowych